# Andrzej Ameljańczyk
Andrzej Jan Ameljańczyk (ur. 5 sierpnia 1949 w Gdyni) – żołnierz, oficer w stopniu generała dywizji; informatyk i cybernetyk, nauczyciel akademicki, w 1995–2003 rektor komendant Wojskowej Akademii Technicznej; wojskowy urzędnik państwowy i konsularny.

## Życiorys
Wychował się w Sokółce. W 1969–1973 studiował cybernetykę o specjalności wojskowej na Wydziale Cybernetyki Wojskowej Akademii Technicznej. Następnie podjął pracę na stanowisku asystenta w Instytucie Systemów Informatycznych. Równolegle prowadził studia III stopnia w Centrum Cybernetyki Stosowanej i Informatyki Polskiej Akademii Nauk (1973–1975), po czym objął stanowisko adiunkta. W 1979 uzyskał habilitację w zakresie nauk technicznych. W 1983–1989 pełnił funkcję dziekana macierzystego wydziału. W 1987 uzyskał tytuł naukowy profesora. W następnych kadencjach zasiadał w kolegium rektorskim, pełniąc kolejno funkcje prorektora ds. dydaktycznych (1989–1992) i naukowych (1992–1995). W 1995 został wybrany na rektora uczelni, po czym awansowany do stopnia generała brygady. W 1997 uzyskał kolejny awans do stopnia generała dywizji. Funkcję rektora komendanta Wojskowej Akademii Technicznej pełnił przez kolejne dwie kadencje (do 2003).
Po zakończeniu kadencji rektora został skierowany do służby na rzecz informatyzacji Sił Zbrojnych. W 2003–2004 pełnił funkcję dyrektora Departamentu Polityki Zbrojeniowej Ministerstwa Obrony Narodowej. Objął też stanowisko dyrektora ds. uzbrojenia Polski przy NATO. W tym samym roku przejął dowodzenie sztabowe nad zaopatrzeniem wojsk polskich w Iraku i Afganistanie jako Szef Logistyki Wojsk Lądowych. W 2004–2008 reprezentował Polskę w Europejskiej Agencji Obrony. W lutym 2008 został przeniesiony do rezerwy.
W 2008–2012 pełnił funkcję dyrektora Instytutu Systemów Informatycznych, w którym był wcześniej zatrudniony. W 2003–2010 jako profesor wizytujący prowadził wykłady również na Wydziale Matematyki i Informatyki Uniwersytetu Warmińsko-Mazurskiego i w Wyższej Szkole Technologii Informatycznych w Warszawie. W 2010 został wybrany na członka korespondenta Komitetu Informatyki Polskiej Akademii Nauk. W 2017 przeszedł na emeryturę.

## Działalność naukowa
Posiada bogaty dorobek naukowy, potwierdzony licznymi publikacjami. W katalogu zainteresowań badawczych Ameljańczyka znajdują się m.in. optymalizacja wielokryterialna, teoria gier, badania operacyjne i matematyka dyskretna. Podejmuje refleksję teoretyczną nad współczesnym i przyszłym polem walki w zakresie modelowania sytuacji konfliktowych w ujęciu cybernetycznym oraz algorytmów rozpoznawania wzorców w zastosowaniu diagnostyki medycznej. Jako pierwszy na gruncie polskim podjął się uporządkowania wiedzy z zakresu optymalizacji wielokryterialnej, proponując też autorskie ujęcie optymalizacji ogólnej (1984). Poddał krytyce dotychczas obowiązującą koncepcję ośrodka, wprowadzoną jeszcze przez Wernera Schmeidlera, dla rozwiązań wieloosobowych gier kooperacyjnych. Rozwinął teorię modeli negocjacyjnych i przetargowych, grupowego podejmowania decyzji oraz optymalizacji.
Jest współautorem „Programu robotyzacji przyszłego pola walki” (2004), realizowanego w ramach programu Future Combat Systems. Doświadczenia sztabowe przyniosły zwrot zainteresowań badawczych, odkąd główne miejsce zajmuje modelowanie i optymalizacja systemów wspomagania decyzji w zastosowaniach medycznych. Równie dużo miejsca poświęca wykorzystaniu wielokryterialnych algorytmów w diagnozowaniu medycznym oraz zastosowaniu nowoczesnych metod modelowania matematycznego w służbie zdrowia.
W okresie pełnienia funkcji rektorskich umiejętnie kształtował politykę kadrową, co pozwoliło uczelni znaleźć się w czołówkach rankingów jakości dydaktyki i innowacji badań. Wchodząc w skład rady rektorów uczelni polskich, przyczynił się do gruntownej reformy wyższego szkolnictwa wojskowego. Bezskutecznie zabiegał o nadanie Wojskowej Akademii Technicznej statusu uniwersytetu. Zainicjował projekt Parku Nauki i Techniki „Technopolis”, lokowany na Bemowie. Jednak plany te nie zostały zrealizowane z przyczyn finansowych. Pod wpływem doświadczeń wojennych, zaangażował się w zorganizowanie kierunku intrdyscyplinarnych studiów „informatyka w medycynie”, prowadzonych w Wojskowej Akademii Technicznej.
Jest członkiem stowarzyszeń naukowych, m.in. Polskiego Towarzystwa Cybernetyczne, Polskiego Towarzystwa Badań Operacyjnych i Systemowych, Polskiego Towarzystwa Symulacji Komputerowej, Polskiego Towarzystwa Informatycznego oraz międzynarodowych: Towarzystwa Komunikacji i Elektroniki Sił Zbrojnych (ang. Armed Forces Communications and Electronic Association), Organizacji Nauki i Techniki NATO (ang. NATO Science and Technology Organization; dawn. Research Technology Board of NATO).

## Publikacje
- Optymalizacja wielokryterialna w problemach sterowania i zarządzania. Wrocław: Ossolineum, 1984. Brak numerów stron w książce
- Modelowanie repozytorium i analiza efektywności informacyjnej wytycznych i ścieżek klinicznych
- Budowa nowoczesnej aplikacji ICT do wsparcia badań naukowych w dziedzinie innowacyjnych metod diagnostyki i  leczenia chorób cywilizacyjnych
- System wspomagania ćwiczeń symulacyjnych oraz doskonalenia procedur w działaniu organów nadzoru sanitarnego w przypadku zatruć i chorób zakaźnych przenoszonych drogą pokarmowa

## Odznaczenia
- Order Odrodzenia Polski: Krzyż Kawalerski (4 sierpnia 1994)[8], Krzyż Oficerski, Krzyż Komandorski (3 września 2001) – „za działalność w obszarze rozwoju techniki i wynalazczości”[9]
- Złoty Krzyż Zasługi
- Krzyż Komandorski Innowacji Wojskowej[potrzebny przypis]
- Medal Honorowy Stowarzyszenia Polskich Wynalazców i Racjonalizatorów im. Tadeusza Sendzimira[potrzebny przypis]
- Medal Euroatlantycki[potrzebny przypis]